# Melipotis separata
Melipotis separata là một loài bướm đêm trong họ Erebidae.